# Silverlight
Silverlight è stato un ambiente di runtime sviluppato da Microsoft per piattaforme Windows e Mac che consentiva di visualizzare, all'interno del browser, Rich Internet application, ovvero applicazioni multimediali ad alta interattività. Per le altre piattaforme, come quelle basate sul kernel Linux, è stato disponibile da parte di Novell un'implementazione open source chiamata Moonlight, del cui sviluppo si occupava il progetto Mono.
Silverlight è una tecnologia chiusa da Microsoft nel 2021. Tuttavia alcuni contenuti, elaborati tramite essa, richiederebbero un lettore supportato se l'autore non li ha, nel frattempo, migrati ad altro framework.

## Descrizione
Nella prima versione (1.0) Silverlight espone i dati attraverso delle API simili al DOM del browser, ed è dunque possibile programmarne le interazioni con JavaScript. Questa prima versione include anche un encoder di formati video e un interprete del linguaggio XAML, la proposta di Microsoft per la progettazione di interfacce.
Nella seconda versione (2.0) è stata inclusa anche una versione del Common Language Runtime e del Dynamic Language Runtime che permette a Silverlight di gestire anche applicazioni scritte con gli strumenti di sviluppo della piattaforma Microsoft .NET. Con la nuova versione, Microsoft punta ad insidiare la leadership detenuta dalle tecnologie Flash di Adobe: in passato il colosso di Redmond ha stretto alcuni importanti accordi per la diffusione di tale tecnologia sui cellulari di Nokia e per la trasmissione online dei contenuti delle Olimpiadi di Pechino 2008 sul portale dell'MSNBC, canale televisivo di cui Microsoft è comproprietaria. In ambito italiano, i due poli televisivi Rai e Mediaset hanno utilizzato questa tecnologia per la diffusione in streaming web dei contenuti audiovisivi dei propri siti. Dal settembre 2015 il portale Rai ha abbandonato Silverlight per passare ad HTML5. Anche Timvision e Sky Go hanno utilizzato Silverlight per visualizzare video.
Silverlight non è disponibile su Edge, Opera e Safari. Chrome ha abbandonato il supporto a Silverlight a partire dalla versione 42, seguito da Firefox a partire dalla versione 52. Ad eccezione di Internet Explorer, la tecnologia Silverlight non è più supportata dai browser più diffusi su Internet, utilizzando al suo posto HTML5. Il declino della tecnologia Silverlight si concluse con la fine del supporto, avvenuto il 12 ottobre 2021.

## Rilasci
| Nome della versione                      | Numero di versione | Data di rilascio       |
| ---------------------------------------- | ------------------ | ---------------------- |
| 1.0 CTP                                  | 1.0.?              | dicembre 2006          |
| 1.0 RTM                                  | 1.0.20816          | 5 settembre 2007       |
| 2.0 Pre-Release (Come 1.1 Alpha Refresh) | 1.1.20926.0        | 5 settembre 2007       |
| 1.0 Service release                      | 1.0.21115.0        | 20 novembre 2007       |
| 1.0 Service release                      | 1.0.30109.0        | 15 gennaio 2008        |
| 2 Beta 1                                 | 2.0.30226.2        | 5 marzo 2008           |
| 1.0 Service release                      | 1.0.30401.0        | 8 aprile 2008          |
| 2 Beta 2                                 | 2.0.30523.6        | 6 giugno 2008          |
| 2 Beta 2                                 | 2.0.30523.8        | 16 luglio 2008         |
| 1.0 Service release                      | 1.0.30715.0        | 27 luglio 2008         |
| 2.0 RC0                                  | 2.0.30523.9        | 25 settembre 2008      |
| 2 RTW                                    | 2.0.31005.0        | 14 ottobre 2008        |
| 2 GDR 1                                  | 2.0.40115.0        | 19 febbraio 2009       |
| 3 Beta                                   | 3.0.40307.0        | 18 marzo 2009 al MIX09 |
| 3 RTW                                    | 3.0.40624.0        | 9 luglio 2009          |
| 3 GDR 1                                  | 3.0.40723.0        | 28 luglio 2009         |
| 3 GDR 2                                  | 3.0.40818.0        | 2 settembre 2009       |
| 4 RTW                                    | 4.0.50401.0        | 15 aprile 2010         |
| 4 GDR 0                                  | 4.0.50524.0        | 3 giugno 2010          |
| 3 Security Update                        | 3.0.50611.0        | 10 agosto 2010         |
| 4 GDR 1                                  | 4.0.50826.0        | 1º settembre 2010      |
| 4 GDR 2                                  | 4.0.50917.0        | 28 settembre 2010      |
| 4 GDR 2.5                                | 4.0.51204.0        | 15 dicembre 2010       |
| 4 GDR 3                                  | 4.0.60129.0        | 14 febbraio 2011       |
| 4 GDR 4                                  | 4.0.60310.0        | 19 aprile 2011         |
| 4 GDR 5                                  | 4.0.60531.0        | 14 giugno 2011         |
| 5 Beta                                   | 5.0.60401.0        | 13 aprile 2011         |
| 5 RTM                                    | 5.0.60401.0        | 10 dicembre 2011       |

## Compatibilità

### Sistemi operativi e browser web
La seguente tabella presenta la compatibilità e la disponibilità delle versioni di Silverlight per i vari sistemi operativi e web browser.
| SO/browser                        | Internet Explorer 6 SP1 o successivo | Internet Explorer 7 o successivo | Mozilla Firefox 3 o successivo | SeaMonkey         | Safari          | skyfire     |
| --------------------------------- | ------------------------------------ | -------------------------------- | ------------------------------ | ----------------- | --------------- | ----------- |
| Windows Vista/Windows 7           | N/D                                  | 1, 2, 3, 4                       | 1, 2, 3, 4                     | 1, 2              | 1, 2; via NPAPI | N/D         |
| Windows Server 2008 R2            | N/D                                  | 1, 2, 3, 4 (solo IE8)            | N/D                            | 1, 2              | 1, 2; via NPAPI | N/D         |
| Windows Server 2008               | N/D                                  | 1, 2, 3, 4                       | 1, 2, 3, 4                     | 1, 2              | 1, 2; via NPAPI | N/D         |
| Windows XP/2003/Home Server       | 1, 2, 3, 4                           | 1, 2, 3, 4                       | 1, 2, 3, 4                     | Non ufficialmente | 1, 2; via NPAPI | N/D         |
| Windows 2000 (KB891861 richiesto) | 2, 3, 4                              | N/D                              | Non ufficialmente              | N/D               | 2; via NPAPI    | N/D         |
| Windows Phone 7                   | N/D                                  | Pianificato                      | N/D                            | N/D               | N/D             | N/D         |
| S60                               | N/D                                  | N/D                              | N/D                            | N/D               | N/D             | 1.5.0.15495 |
| FreeBSD                           | N/D                                  | N/D                              | N/D                            | N/D               | N/D             | N/D         |
| Linux                             | N/D                                  | N/D                              | N/D                            | N/D               | N/D             | N/D         |
| Mac OS 10.4/10.5 PowerPC          | N/D                                  | N/D                              | 1                              | N/D               | 1               | N/D         |
| Mac OS 10.4/10.5 Intel            | N/D                                  | N/D                              | 1, 2, 3, 4                     | N/D               | 1, 2, 3, 4      | N/D         |

- Su Linux le funzionalità di Silverlight sono disponibili attraverso il runtime Moonlight. Moonlight è disponibile per le maggiori distribuzioni, con supporto per i browser Firefox, Konqueror e Opera. Tuttavia, esso non viene più sviluppato da dicembre 2011 e sono quindi disponibili soltanto versioni non aggiornate che non sempre sono supportate dai siti o dai browser.
- Silverlight for Mobile è utilizzato per eseguire contenuto Silverlight sulle periferiche mobili. Silverlight for Mobile supporterà inizialmente solo contenuto Silverlight 1.0.
- Silverlight richiede un processore x86 con supporto SSE. I processori supportati includono gli Intel Pentium III e superiori e gli AMD Athlon XP e superiori. Sono anche supportati alcuni modelli AMD Duron.